# 恩納村立赤間運動公園野球場
恩納村立赤間運動公園野球場（おんなそんりつ あかまうんどうこうえん やきゅうじょう）は、沖縄県国頭郡恩納村の恩納村立赤間運動公園内にある野球場。愛称ONNA赤間ボール・パーク。施設は恩納村が所有し、株式会社トラステックが指定管理者である。

## 歴史
村内にある赤間運動場の施設拡充を図るため、当初から設置されていた運動場（陸上競技場として使用可）に加えて野球場、サブグラウンド2面（サッカー場と軟式野球場）を整備することになり、沖縄北部特別振興対策事業の補助を受け、「赤間運動場(野球場)整備事業」として2001年度に着手。総額約20億円を掛けて整備が進められ、2005年3月に竣工した。
このうち野球場には愛称が付与されることになり、村内の小中学校の児童・生徒や一般からの公募により「ONNA赤間ボール・パーク」に決定した。2005年2月から2020年3月まで韓国プロ野球のサムスン・ライオンズが春季および秋季にキャンプを実施し、2022年11月より利用を再開している。

## 施設概要
- 両翼：100m、中堅：122m、総面積：16,513m2
- 内野：クレー舗装（黒土）、外野：ティフトン芝
- 照明設備：なし
- スコアボード：LED（時計部分以外、全面フルカラー）[9]
- 収容人数：3,000人（メイン870席、内外野芝席2120席、車イス専用10席）

## 交通
- 沖縄自動車道屋嘉インターチェンジより車で15分。
- 国道58号線・恩納南信号から600ｍ。
- 琉球バス/沖縄バスのシーサイドハウス前（旧白雲壮）から800ｍ。

## 公園内その他の施設
- 赤間運動場（サッカー・陸上競技場）
- サブグラウンド（ソフトボール・軟式野球場）
- 真栄田漁港運動広場（ソフトボール(小中高生)・少年野球場(小学生)など）
- 赤間多目的運動場
- 恩納村コミュニティ広場
- トレーニングルーム
- ウォーキングロード・健康遊具